# Charlotte megye (Florida)
Charlotte megye az Amerikai Egyesült Államokban, azon belül Florida államban található. Megyeszékhelye Punta Gorda, legnagyobb városa Port Charlotte. Lakosainak száma 186 847 fő (2020. április 1.). Charlotte megye Sarasota, DeSoto, Highlands, Glades, Hendry és Lee megyékkel határos.

## Népesség
A megye népességének változása:
| Lakosok száma | 159 901 | 159 511 | 162 603 | 164 736 | 173 115 | 186 847 |
|               | 2010    | 2011    | 2012    | 2013    | 2015    | 2020    |